# Inti (mitologia Inków)
Inti, zwany również Tayta Inti (kecz. Ojciec Słońce) oraz Apu Punchau (kecz. Przewodzący za Dnia) – inkaski bóg słońca, najwyższy w panteonie, syn boga stwórcy Wirakoczy i bogini morza Mamy Cochy, mąż i brat bogini księżyca Mamy Qulli (w innej wersji mitu małżonką Intiego miała być bogini ziemi Pachamama), czczony pod postacią złotego dysku słonecznego ozdobionego męską twarzą. Kult Inti był najważniejszym, cieszącym się szczególnym poparciem królewskiej rodziny i arystokracji, państwowym kultem w Imperium Inków. Bóg ten uznawany był za protoplastę dynastii królewskiej oraz stwórcę i opiekuna ludu inkaskiego.

## Mit
Zgodnie z mitem Inti był ojcem pierwszego władcy Inków i założyciela dynastii królewskiej, Manco Capaca oraz jego żony-siostry, Mamy Ocllo (legenda głosi, iż mieli oni wyłonić się wraz ze swym rodzeństwem z jaskini Pacari – Tampu nad jeziorem Titicaca). Władcy Inków, uważający się z tego powodu za Synów Słońca, byli otaczani boską czcią i wierzyli w swoje szczególne posłannictwo do szerzenia kultu Intiego wśród sąsiednich ludów, co stanowiło religijny argument na rzecz stosowanej przez nich polityki ekspansji. Nakaz ten miał przekazać Manco Capacowi w dniu stworzenia sam bóg Inti.
Zgodnie z najstarszymi, rdzennie inkaskimi mitami, Inti był uznawany za twórcę cywilizacji, praw i społecznej hierarchii. Z czasem jednakże rola Intiego w panteonie została przyćmiona rosnącym znaczeniem ajmarskiego boga Wirakoczy, stwórcy kosmicznego porządku i nauczyciela ludzkości. Intelektualna i filozoficzna głębia kultu Wirakoczy stanowiła atrakcyjną alternatywę wobec kultu plemiennego bóstwa solarnego, jakim był Inti. Ostatecznie Wirakocza uznany został za ojca Intiego i jego małżonki, zdobywając rolę porównywalną z bogiem Słońca. Pojawiła się nawet wersja mitu stworzenia głosząca, iż ojcem Manco Capaca nie był Inti, lecz sam Wirakocza.

## Kult Intiego

Słońce Majowe- wizerunek boga Inti na współczesnej fladze Argentyny

Inkowie wznosili świątynie poświęcone kultowi boga Słońca w każdym większym mieście królestwa. Najważniejszym ośrodkiem kultu Intiego i jednocześnie najświętszym, obok sanktuarium nad jeziorem Titicaca, miejscem inkaskiego imperium była Coricancha, wielka świątynia Słońca w Cuzco. W centralnym części kompleksu, pośród kaplic poświęconych m.in. bogu Wirakoczy i Mamy Qulli znajdowała się świątynia boga Intiego, będąca scenerią najdonioślejszych uroczystości państwowych i religijnych, stanowiąca miejsce koronacji i pochówku władców imperium. Przechowywano tu będący przedmiotem kultu ogromny, szczerozłoty dysk ozdobiony dekoracyjnymi promieniami i wizerunkiem męskiej twarzy. W sanktuarium tym złożono również osadzone na złotych tronach, otoczone czcią zmumifikowane ciała zmarłych królów inkaskich. Świątynia Coricancha została splądrowana przez hiszpańskich konkwistadorów w 1534 roku, natomiast złoty dysk dostał się w ich ręce dopiero w 1571 roku, w momencie upadku Królestwa Vilcabamba. Dysk ten został następnie wywieziony do Hiszpanii i przekazany w darze papieżowi. Jego dalsze losy nie są znane.